# Ephraim-Kishon-Literaturpreis
Der Ephraim-Kishon-Literaturpreis ist ein vom Langen Müller Verlag 2012 gestifteter Literaturpreis, der an das Werk des Satirikers Ephraim Kishon erinnern soll. Ausgezeichnet wurde das Prosamanuskript (Roman, Erzählungen) eines deutschsprachigen Autors, das neue Wege der Satire beschreitet. Der Preis wurde einmalig im Jahr 2013 vergeben und war mit einem mit 5000 Euro dotierten Verlagsvertrag verknüpft.
Einziger Preisträger ist Stefan Lehnberg mit seinem Roman Mein Meisterwerk (ISBN 978-3-7844-3318-9).